# 風化作用
風化作用為岩石、土壤以及礦物等與地球大氣層接觸而分解。侵蝕作用包括岩石和礦物經由媒介如水、冰及重力等引起其瓦解。侵蝕作用常伴隨著搬運作用，要注意兩者並非相同，風化作用著重於由內而外去崩解，侵蝕作用則是由外而內去剝落。
風化作用可以分為物理性與化學性。物理性的風化作用包括因為大氣情況如熱力、水、冰及壓力導致岩石及土壤的分解；化學性的風化作用包括與大氣化學物的直接反應，或與生物產生的化學反應，最終令岩石、土壤及礦物分解。
岩石分解後的物質與有機物質結合製成土壤。土壤的礦物成分取決於母質，所以由一種岩石形成的土壤常常會缺乏一種或多種肥沃土壤所需的礦物質，而由多種岩石混合形成的土壤（如冰川、風成或沖積沉積物）常常會形成肥沃土壤。

## 物理風化
物理或機械風化造成岩石分解。機械風化的主要過程為磨損，磨損把碎屑物及其他微粒的尺寸減小。但機械風化與化學風化環環相扣，如機械風化造成的裂縫會増加進行化學風化的表面面積。而化學風化在裂縫造成的礦物亦會幫助岩石分解。

### 熱膨脹
熱膨脹（Thermal expansion），或稱為洋蔥狀風化（Onion weathering）、剝離作用（Exfoliation）、日曬風化（insolation weathering）或熱衝擊（thermal shock），通常在類似沙漠等有很大的每日溫差的地方。溫度在日間升高，在晚間則急劇下降；岩石在日間受熱膨脹，在晚間冷卻收縮。應力通常都會施加在外層。此應力令岩石外層以薄片狀態剝落。雖然此現象由溫差做成，但水氣的存在令熱膨脹的效果加強。

### 凍融風化（冰的風化作用）

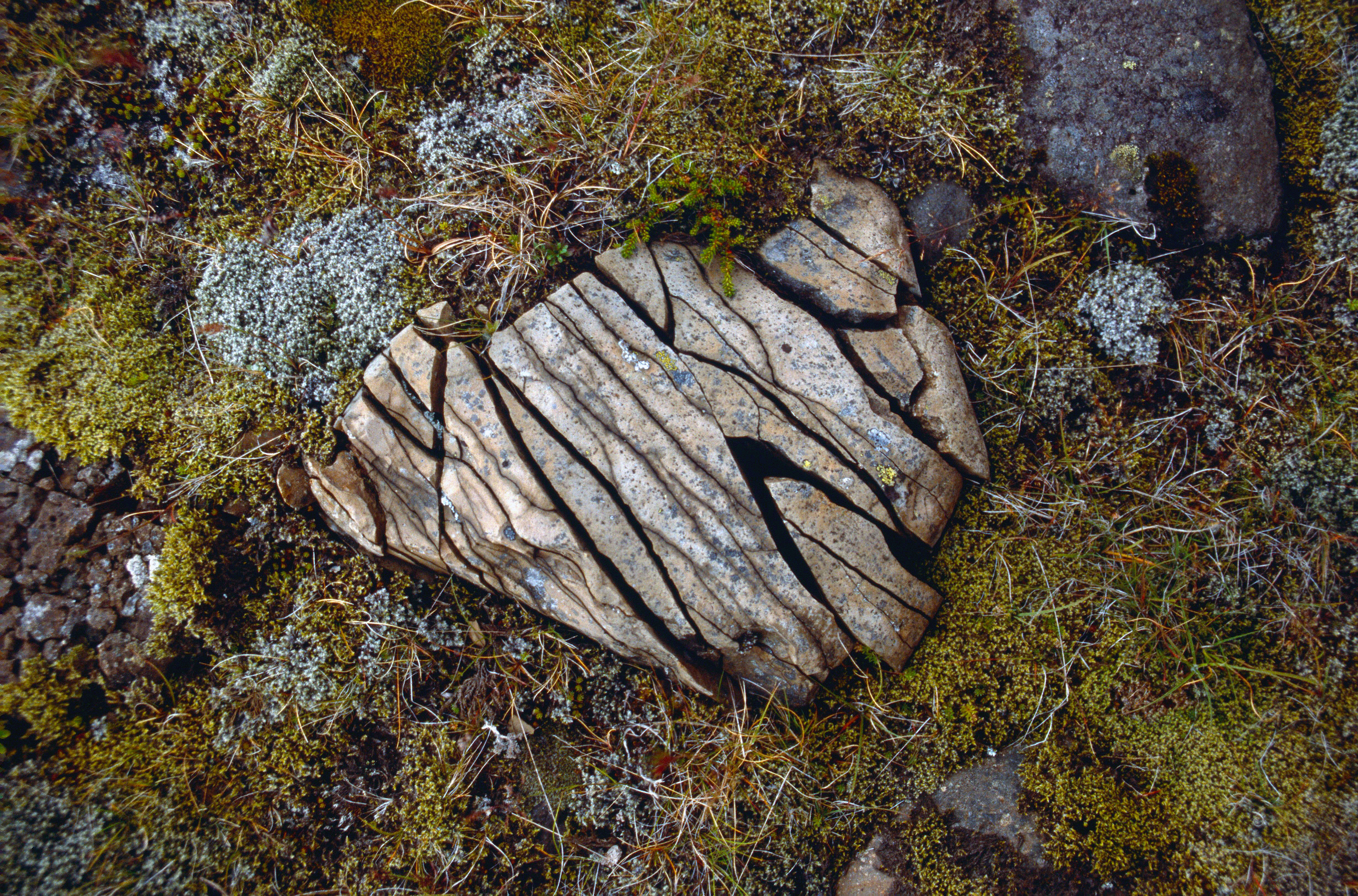
在冰島南部的一塊岩石因凍融風化而分解

#### 原理
凍融風化（Freeze thaw weathering），又被稱為凍裂作用（frost weathering、frost action）、冰楔作用（frost wedging）。這種風化作用在溫度接近冰點的山區十分常見。霜會引起風化，雖然其原因常被指為水在裂縫中結冰後膨脹而成，其實大多數都和此現象沒有關係。很久之前人類已經知道濕潤的泥土在凍結時，在未凍結的地方的水會經由薄層在增長中的底冰（ice lenses）中收集，因而引起膨脹或凍脹（frost heave）。同樣的現象亦發生在岩石的細孔中。它們會因為吸收鄰近的液態水而不斷增大。冰晶的增長引致岩石弱化，最後分裂。在礦物表面、冰及水之間的分子間作用力（Intermolecular forces）維持一層不結冰的薄層，用作運送水份及在底冰累積時造成礦物表面間壓力。

#### 否定結冰膨脹導致凍融風化
實驗顯示白堊、砂岩及石灰岩並不會在水的名義上的冰點，即約為0°C以下破裂。實驗又顯示即使是在被認為是水在裂縫中結冰後膨脹的風化環境，即把岩石保持在低溫或把其輪轉，並維持在一定的時間上，岩石亦不會破裂。而當在一些多孔的岩石進行實驗，因底冰而引致快速破裂的關鍵性溫度帶為-3°C至-6°C，較冰點低。

#### 發生地點
因為凍結而引起的風化作用主要發生在有水氣及溫度在冰點上下波動的環境，如高山氣候（alpine climate）地區及冰川邊緣的（periglacial）地區。易受凍結影響的岩石的例子有白堊，因其多孔的特性令冰晶可以生長。此現象可以在達特穆（Dartmoor）以突岩（tor）的形式觀看到。

#### 寒凍楔裂
寒凍楔裂（Frost wedging）以前被認為是無孔岩石的風化作用的主要因素，但近年來的研究發現其重要性不及預期般高。凍裂作用，間中亦被稱為冰晶生長、寒凍楔裂、冰凍楔裂（ice wedging）或凍融作用當在岩石裂縫及接口的水凍結及膨脹發生。水在−22°C可以施加高至二千一百萬帕斯卡（2,100千克力（kilogram-force）每平方厘米）的壓力。此壓力通常可以比大部分的岩石的抵抗力為高，並令其破碎。當水進入岩石裂縫凍結後，冰塊向裂縫兩邊的牆施力，令裂縫加深及加闊。這是因為水的容量在凍結後有9%的增長。當冰塊融化後，水會再流入裂縫加深的地方，當溫度降低至冰點以下時再凍結，便會令裂縫更為增大。不斷重複的凍融作用弱化岩石，在裂縫被破開，形成有角的石塊。角狀石塊在山坡下集合，形成岩屑坡（talus slope）或碎石斜坡（Scree slope）。岩石被沿著裂縫被破開成為石塊被稱為塊狀分裂（block disintegration）。分裂的石塊會因應岩石結構而出現不同的形狀。

### 壓力釋放

#### 原理

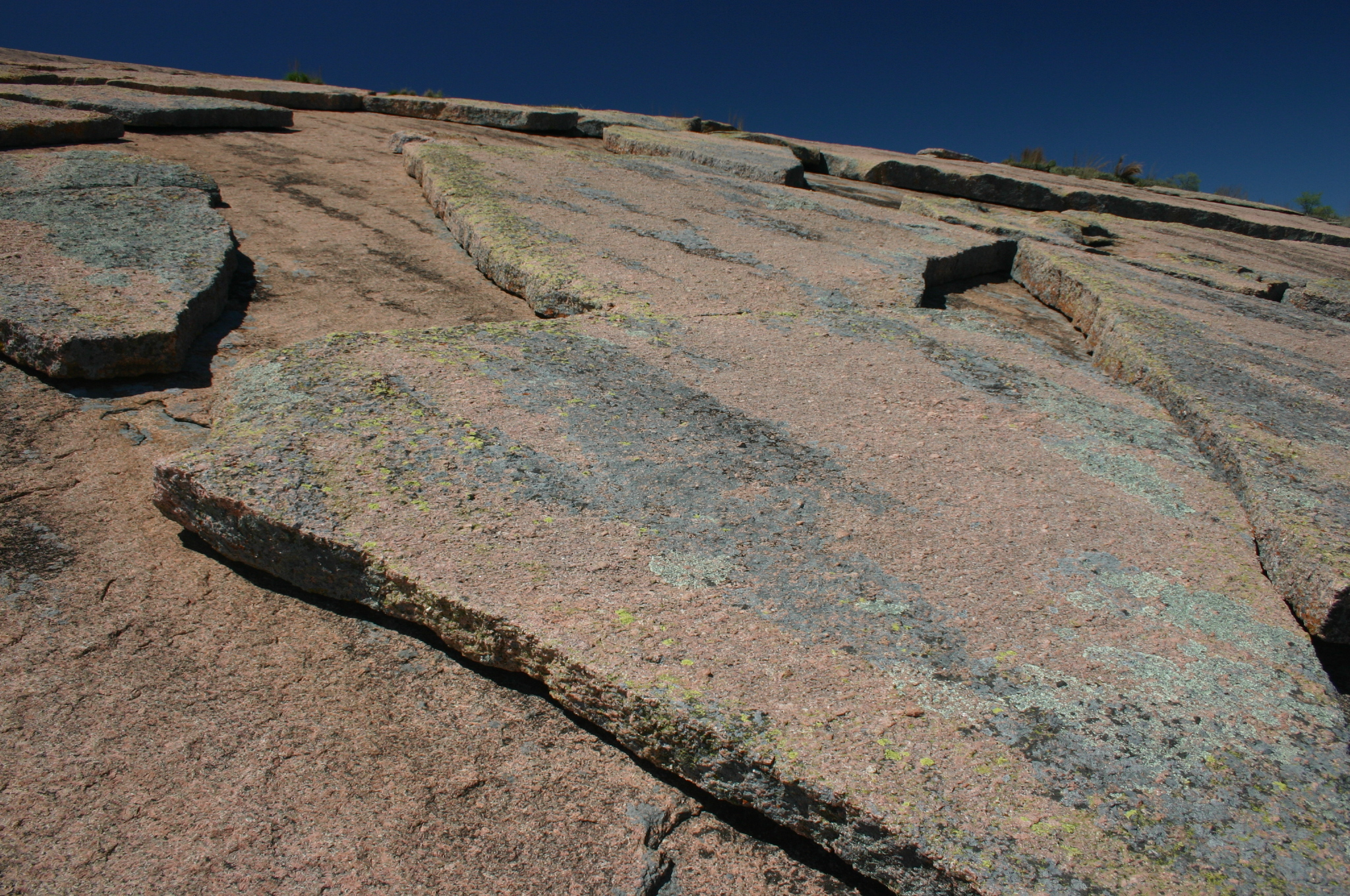
花崗岩的壓力釋放

在壓力釋放（pressure release），或稱為風化卸荷（unloading），發生在物體以上的物質（不一定是岩石）被侵蝕作用或其他過程移走後，被移走的物質以下的岩石會以表面水平的方式膨脹及破裂。通常被移走的物質會較重，施加給其以下的岩石很大的壓力，例如移動中的冰川。壓力釋放可能亦會引致剝離作用（exfoliation）發生。

#### 侵入火成岩的壓力釋放現象
侵入火成岩（Intrusive igneous rocks）如花崗岩在地球表面深處形成。她們因為其以上的物質承受極大的壓力。當侵蝕作用移走其以上的岩石物質後，此侵入火成岩便露出表面便令其壓力被釋放。外圍的岩石便有膨脹的趨勢。此膨脹引起應力令裂痕以岩石表面的水平方向發展。經過一定時間後岩石便以片狀的方式在露出表面的岩石破開分離。壓力釋放亦被稱為剝離作用或頁狀剝離（sheeting）；以上作用引起岩基（batholiths）及花崗岩穹丘（granite domes），其現象可以在達特穆（Dartmoor）找到。

### 水力作用
水力作用（Hydraulic action）發生在當水經由巨大的浪沖入岩石表面的裂痕時。這樣在裂痕深處的一層空氣便被困著，同時空氣亦受到壓迫而弱化岩石。當浪退後時，受到壓迫的空氣便會以爆發性的釋放。爆發性的釋放高壓空氣會破開在岩石表面的碎片並令岩石的裂痕变宽。

### 鹽結晶作用

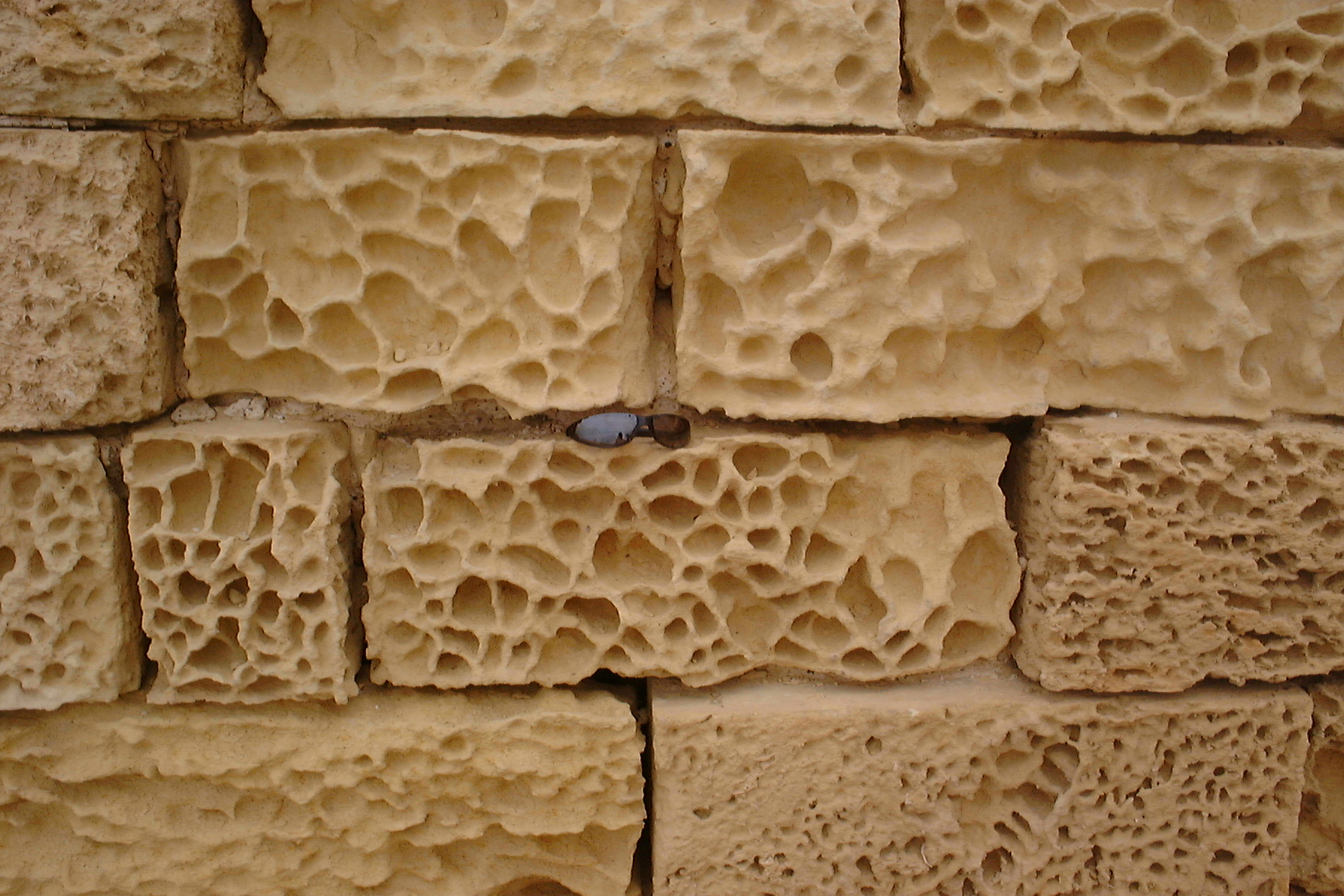
建築物上的石頭的鹽風化，位於馬耳他上的戈佐（Gozo）島

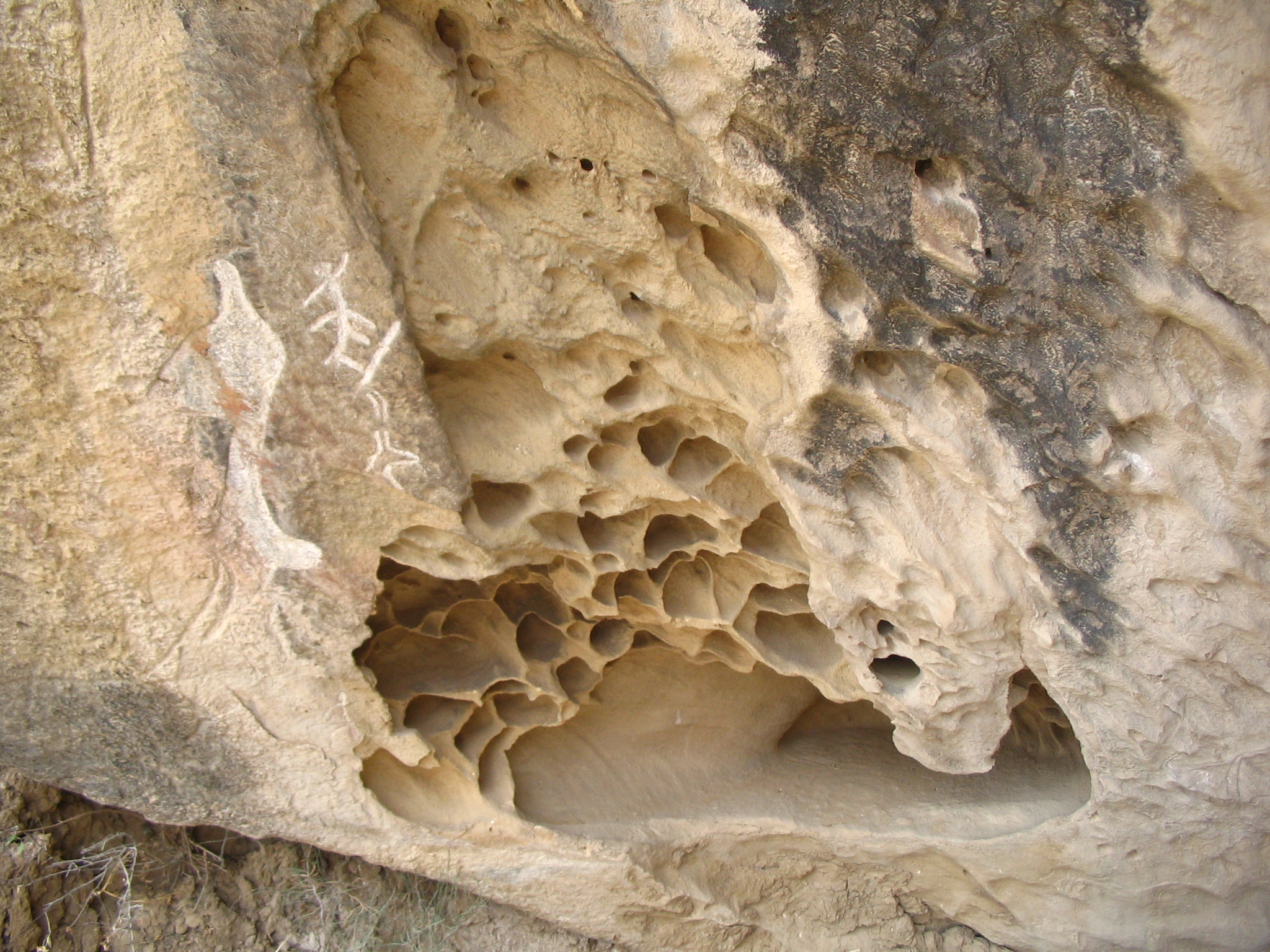
沙岩上的鹽風化，位於阿塞拜疆上的科布斯坦（Qobustan）

#### 原理
鹽結晶作用（Salt crystallization），或稱為鹽風化（Haloclasty或Salt weathering）發生在含有鹽分的溶液滲入岩石裂縫及接口後蒸發，留下鹽晶體，令岩石瓦解。此鹽晶在受熱後膨脹，向狹窄的岩石施加壓力。

#### 因為岩石而造成的鹽
鹽結晶作用亦可以發生在溶液分解如白堊及石灰岩的岩石後形成硫酸鈉或碳酸鈉的鹽溶液，並在水份蒸發後形成其相對的鹽晶。

#### 特別強力的鹽種類
最有效的鹽去分解岩石被證明為硫酸鈉、硫酸鎂及氯化鈣。部分鹽晶可以膨脹至三倍或更多。

#### 發生地區
鹽結晶作用通常和乾旱（arid）氣候有關，因為強烈的加熱引起強烈蒸發，從而產生鹽結晶作用。鹽結晶作用亦在岸邊活躍。鹽風化的例子亦可以在海堤上的蜂窩石（honeycombed stones）找到。

### 生物風化
生物亦有可能參與物理風化（同時亦有化學風化）。地衣及蘚類植物在光禿禿的岩石表面生長，做成一個更為潮濕的化學微環境。岩石被這些生物附上後會加強在岩石上表面微表層進行的物理與化學分解。大範圍的幼苗發芽及植物的根部除了在岩石上裂隙施加物理壓力外，亦提供一個水及化學物的滲透渠道。挖洞動物及昆蟲分佈在底岩附近的土壤表層亦會增加水及酸的滲透性和進行氧化過程的表面積。

## 化學風化
化學風化（Chemical weathering）包含岩石成分的改變，常常引致其形態的崩潰。這種風化會在一段期間反覆發生。

### 溶解作用

#### 原理
天然的降雨有些微的酸性，因為大氣中的二氧化碳溶入雨水中，造成弱碳酸。在未受污染的環境，雨水的酸鹼值約為5.6。因為大氣中的二氧化硫及氮氧化物等氣體會引起酸雨。這些氧化物與雨水起反應形成更強的酸，令酸鹼值降至4.5或3.0。二氧化硫，SO2，由火山爆發或化石燃料而來，能夠在雨水中成為硫酸，從而在落下的岩石上引起溶解作用。

#### 碳酸化作用
其中一種知名的溶解作用為碳酸化作用（carbonation），此過程因為大氣中的二氧化碳而引起。碳酸化作用在含有碳酸鈣的岩石發生，例如石灰岩及白堊。此作用發生在雨水與二氧化碳或有機酸等結合後形成弱酸（Weak acid），弱酸與碳酸鈣反應後形成重碳酸鈣（calcium bicarbonate）。此作用在低溫下會加速，所以是冰川風化的主要特色。
其反應如下：
CO2 + H2O -> H2CO3
二氧化碳 + 水 -> 碳酸
H2CO3 + CaCO3 -> Ca(HCO3)2
碳酸 + 碳酸鈣 -> 重碳酸鈣
碳酸化作用在有多重接口的石灰岩形成一種分開的石灰岩道路。碳酸化作用沿著岩石接口的反應最為強烈，令此接口加闊及加深。

### 水合作用
水合作用（Hydration）為化學風化的一種形式，包含H+與OH-離子與礦物分子的堅固連接。當岩石礦物吸收水份後，其增加的体积在岩石中造成物理應力。例如：
- 氧化鐵（iron oxides）便會轉化成氫氧化鐵（iron hydroxide）
- 硬石膏（anhydrite）經過水合作用後便成為石膏（gypsum）。

### 水解作用

#### 原理
水解作用（Hydrolysis）為一種影響硅酸鹽（Silicate）礦物的化學風化過程。在反應中純水會輕微離子化（電離），並與硅酸鹽礦物起反應。反應例子如下：
Mg2SiO4 + 4H+ + 4OH- -> 2Mg2+ + 4OH- + H4SiO4
橄欖石（olivine）（鎂橄欖石（forsterite）） + 四個水分子離子 -> 溶液中的離子 + 溶液中的硅酸（silicic acid）

#### 實際反應
在假設有足夠的水去推動反應之下，以上反應引致原本礦物的完全溶解。但以上反應的不真實的地方在於純水通常不會作為H+的捐贈者。但二氧化碳則會輕易溶入水中形成弱酸，並捐出H+。由于碳酸酸性较硅酸强，故可获得酸性较弱的硅酸
Mg2SiO4 + 4CO2 + 4H2O -> 2Mg2+ + 4HCO3- + 4H4SiO4
橄欖石（鎂橄欖石） + 二氧化碳 + 水 -> 溶液中的鎂及重碳酸鹽（bicarbonate）離子 + 溶液中的硅酸
以上的水解反應則較為普遍。碳酸受到硅酸鹽消耗，因為重碳酸鹽而形成一個較為鹼性的溶液。這是一個控制大氣中的二氧化碳的一個重要反應，並能影響氣候。

#### 特別反應
鋁矽酸鹽（Aluminosilicate）在水解作用下形成第二種礦物而不是簡單的放出正離子。
2KAlSi3O8 + 2H2CO3 + 9H2O -> Al2Si2O5(OH)4 + 4H4SiO4 + 2K+ + 2HCO3-
正長石（Orthoclase）（鋁矽酸鹽長石（aluminosilicate feldspar）） + 碳酸 + 水 -> 高嶺土（Kaolinite）（為一種黏土礦物） + 硅酸溶液 + 溶液中的鉀（potassium）及重碳酸鹽離子

### 氧化作用

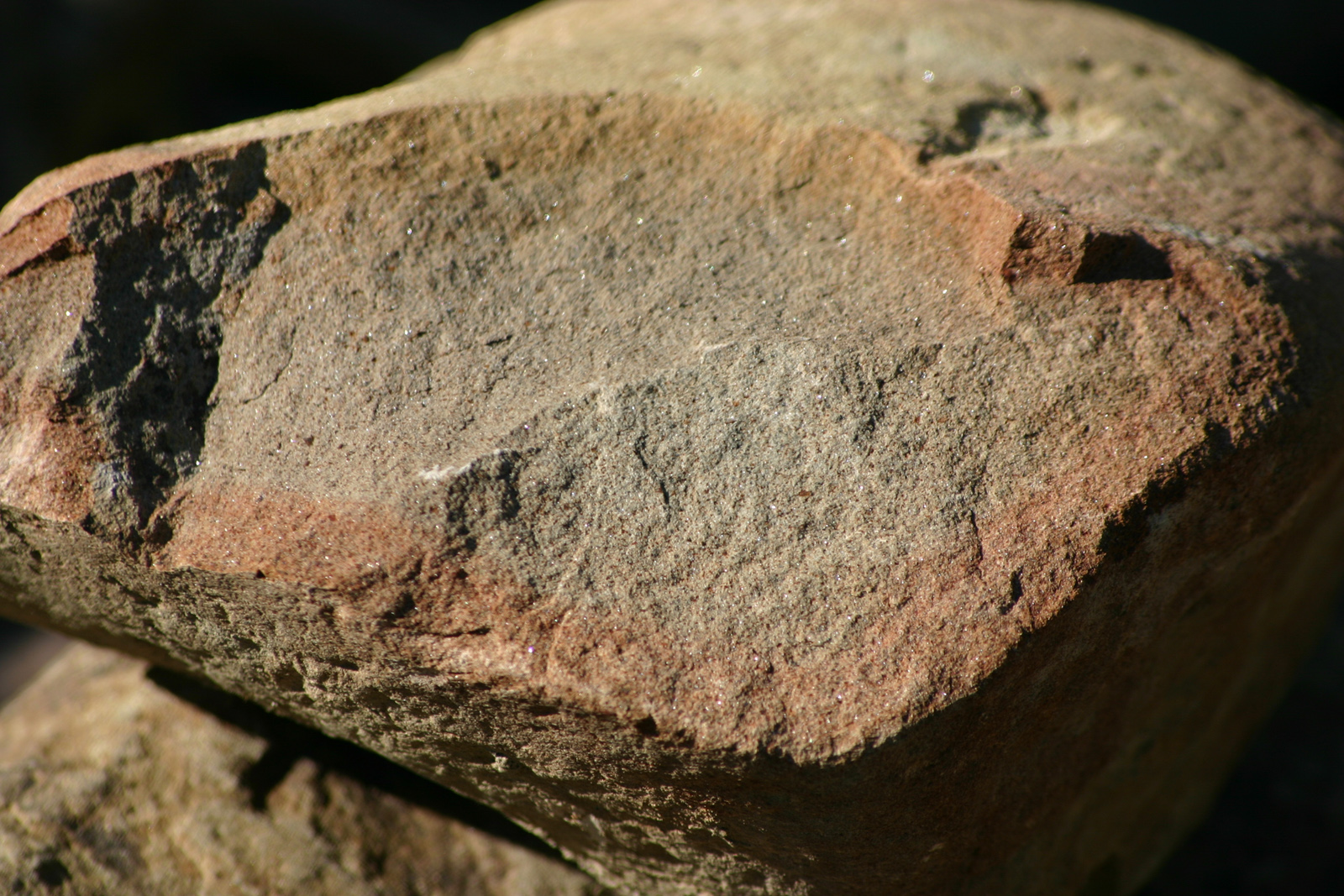
一個剛破裂不久的岩石，顯示出不同的化學風化作用（主要為氧化作用）向內發展。此砂岩在紐約的安杰莉卡（Angelica, New York）的冰磧（Glacial Drift）發現。

種種金屬在風化環境中會產生氧化作用（Oxidation）。最常見的氧化作用為Fe2+（鐵）及其與氧及水的融合而成的Fe3+氫氧化物及氧化物如針鐵礦（goethite）、褐鐵礦（limonite）及赤鐵礦（hematite）。此氧化物令岩石表面呈現出棕紅色，此氧化物很易粉碎，令岩石弱化。此過程稱為生鏽（rusting）。

### 生物風化
有部分動植物能夠釋放出酸性化學物而引起化學風化。最常見的生物風化引起的化學風化形式為釋放螯合物（chelating）化學物，亦為酸的一種。此化學物由植物釋放，用作分解其底下土壤的鋁、鐵成分。土壤中植物的殘骸可以形成有機酸，溶於水後造成化學風化。螯合物的過度釋放會影響附近岩石與土壤，及可能引致灰化土的形成。

## 建築物的風化
由任何石頭、磚塊或混凝土製造的建築物會受到和其他露出表面的岩石相同的風化媒介影響。而雕像、遺跡及裝飾的石製品會因為自然風化而受到嚴重破壞。以上過程在受酸雨影響的地區會更加劇烈。

## 圖片集

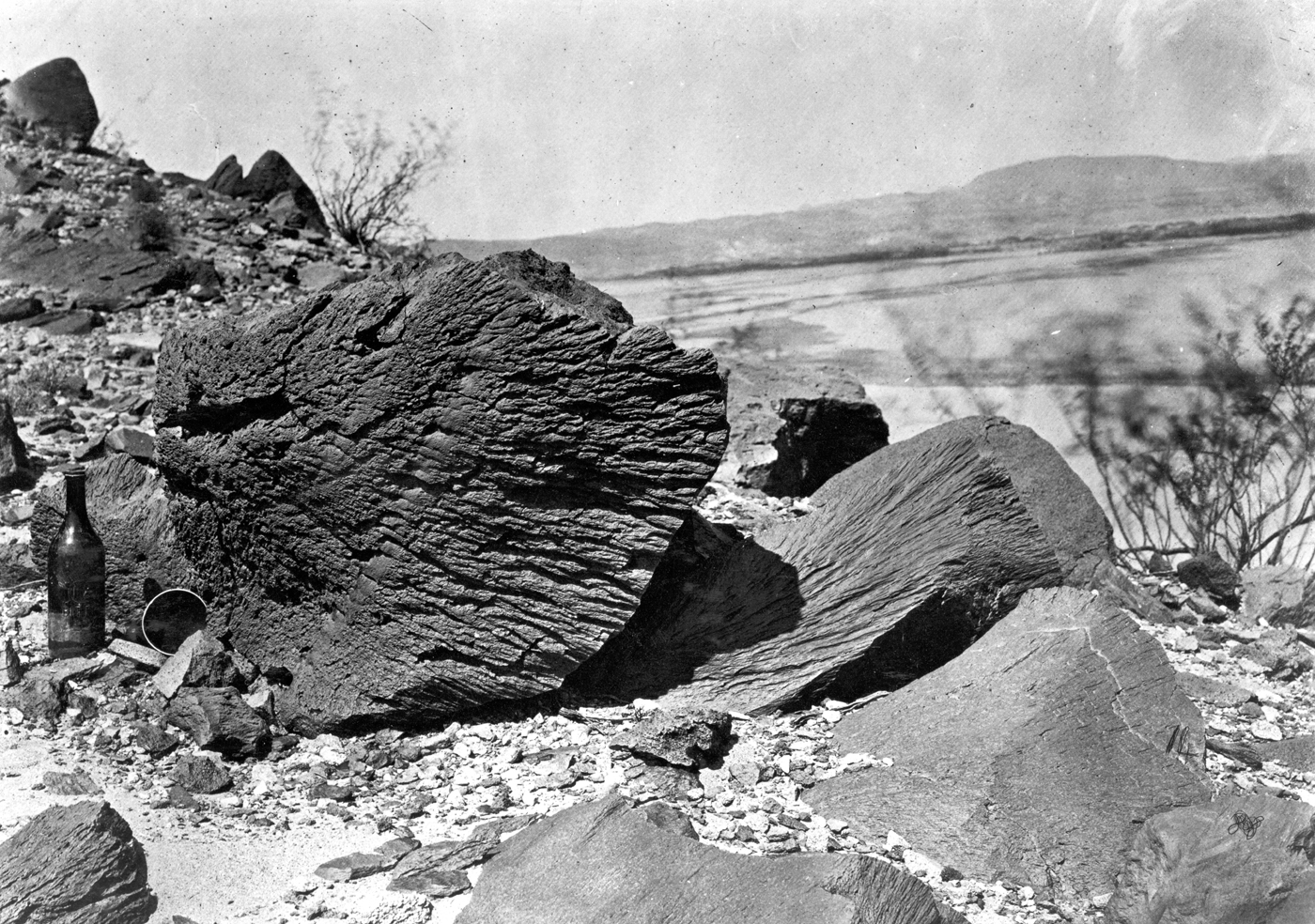
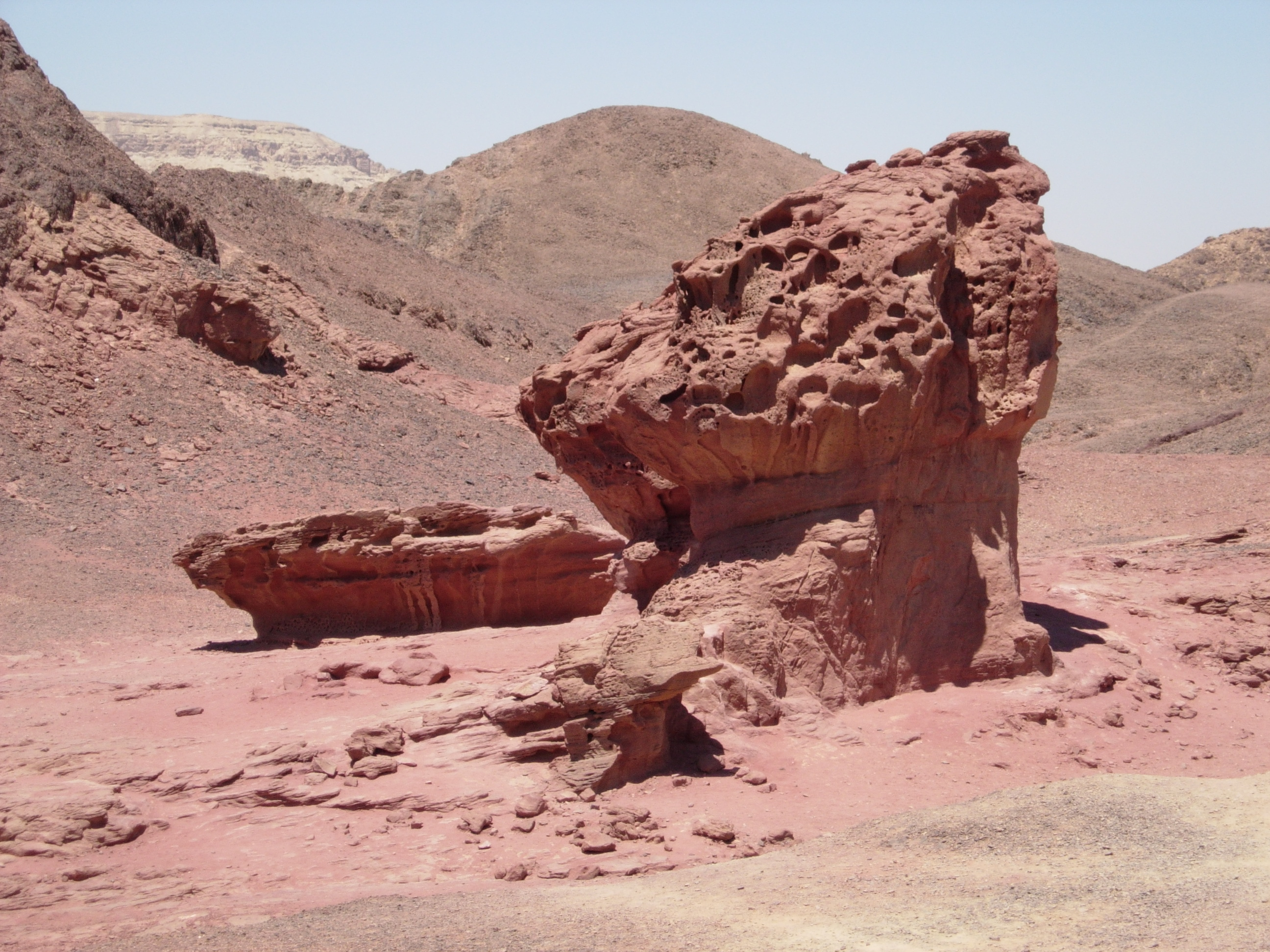
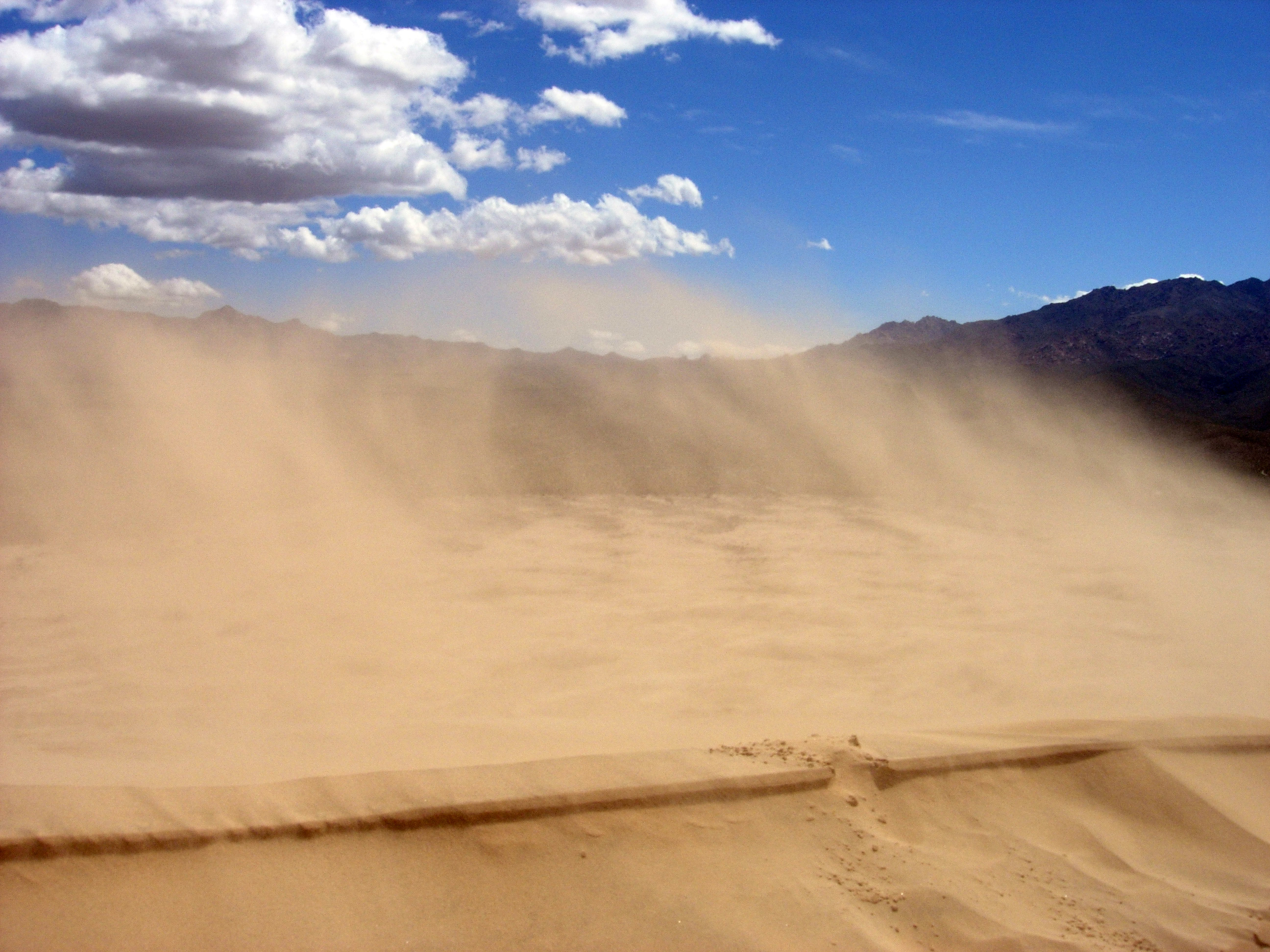
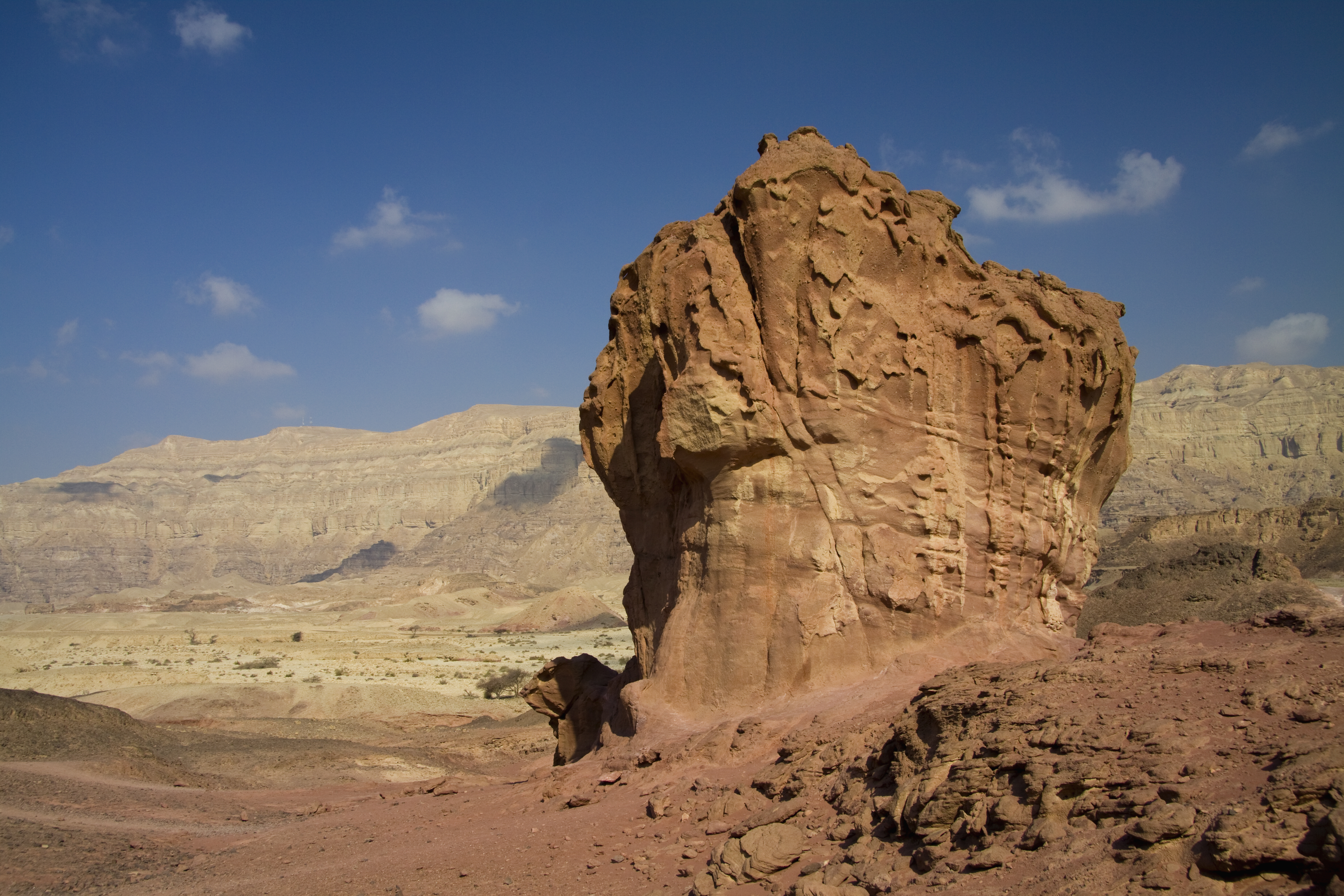